# Dypsis anjae
Dypsis anjae är en enhjärtbladig växtart som beskrevs av Rakotoarin. och John Dransfield. Dypsis anjae ingår i släktet Dypsis och familjen Arecaceae. Inga underarter finns listade i Catalogue of Life.